# Saccharine Trust
Saccharine Trust é uma banda americana de punk rock de Los Angeles, Califórnia, formada em 1980 pelo vocalista Jack Brewer e pelo guitarrista Joe Baiza . Costumavam se apresentar com os colegas de selo do SST , Minutemen e Black Flag . No entanto, Baiza descreveu Saccharine Trust como a " ovelha negra " do selo. O baterista Rob Holzman apareceu em sua estreia em 1981, Paganicons, mas deixou a banda para tocar no Slonvely, sendo substituído por Tony Cicero. Após um hiato de dez anos entre 1986 e 1996, a banda se reformulou e voltaram a se apresentar pela Costa Oeste americana.
Baiza descreve o som da banda como "música poética" ou "mini-teatro".

## História
Joe Baiza conheceu Jack Brewer em Wilmington, Califórnia, enquanto procurava um emprego de verão. Brewer já tocava em uma banda chamada The Obstacles com Marshall Mellow na guitarra, William Trujillo na bateria e Joe Burgos nos vocais e tocando órgão. Baiza desejava entrar para a banda então sugeriu a necessidade de um baixista e acabou assumindo o cargo.  O grupo era inicialmente mais voltada para o mainstream mainstream, mas Baiza lentamente os empurrou na direção do punk rock.  Um por um os membros da banda desistiram até que finalmente sobraram apenas Brewer e Baiza.
Depois de passarem quase um ano tentando montar uma nova formação que incluía uma audição fracassada de Mike Watt, Saccharine Trust fez seu primeiro show em 1980 com o Minutemen .  A formação consistia em Baiza na guitarra, Brewer nos vocais, Luis Maldonado no baixo e Richie Wilder na bateria.  O nome da banda veio de uma frase na música de David Bowie "The Bewlay Brothers " do álbum Hunky Dory .
Wilder deixou a banda e se juntou ao Mood of Defiance . Ele foi substituído por Rob Holzman, que ouviu sobre a posição aberta de seus amigos Bruce Lossen e Tom Watson .  Maldonado estava mais interessado no punk hardcore e quando a banda começou a explorar o jazz, ele decidiu sair e Earl Liberty o substituiu no baixo.
Logo a banda foi convidada por membros do Black Flag para fazer um show no Star Theatre em San Pedro. Os membros da banda Black Flag e donos da SST Greg Ginn e Chuck Dukowski estavam presentes no show e pediram à banda para gravar pela SST. Antes de seu primeiro EP Paganicons ser lançado, Saccharine Trust apareceu em Cracks in the Sidewalk, um álbum de compilação no selo New Alliance Records de Mike Watt.
Joe Baiza contribuiu com a guitarra para o álbum What Makes a Man Start Fires? e Jack Brewer contribuíu com a composição do álbum Double Nickels on the Dime do Minutemen, de 1984.
A formação da banda continuou a mudar ao longo dos anos e até mesmo se separou na década de 1990 antes de ser revivida em 1996. A formação reformada de Baiza, Brewer, Brian Christopherson na bateria e Chris Stein no baixo é considerada a "melhor versão" por Baiza e ficou mais tempo juntos do que a versão original da banda.  No final de 2018, Stein morreu após uma batalha de dois anos contra o câncer.
Em seus diários, o guitarrista do Nirvana Kurt Cobain listou Paganicons do Saccharine Trust como um de seus 50 álbuns favoritos. Buzz Osborne, do The Melvins, afirmou no livro Everybody Loves Our Town: Uma História Oral do Grunge que o Saccharine Trust foi extremamente influente em termos de atmosfera. O Sonic Youth fez um cover de sua música "I Am Right" na compilação The Melting Plot . O contrabaixista Damon Smith atribuiu ao álbum a alteração de suas visões sobre punk rock, jazz e jamming de forma livre. Weasel Walter descreveu a Saccharine Trust como "verdadeiros modernistas".
Álbuns de estúdio
- Surviving You, Always (1984, SST )
- We Became Snakes (1986, SST)
- The Great One Is Dead (2001, Hazelwood)

EPs
- Paganicons (1981, SST)

Singles
- "A Christmas Cry" (1981, SST)

Álbuns ao vivo
- Worldbroken (1985, SST)
- Vidas anteriores (1989, SST)

Compilações
- Rachaduras na calçada (1980, Nova Aliança)
- The Blasting Concept (1983, SST)
- O Elemento Sacramental (1986, SST)